# Despotizem
Despotizem je strokovni izraz, ki se uporablja za označevanje vrste vladavine in sicer pomeni vladavino despota, torej vladarja, ki vlada s popolno oblastjo.
Despotizem je torej vladavina in volja enega, ki ima neomejeno oblast. Oblast je vedno le v interesu gospodarja oziroma vladarja. Aristotel je primerjal despotizem z vlogo očeta v družini, ker ima avtoriteto nad otroki, ki imajo še mlad razum in ženo, ki ima nepopoln razum. Oče ve, ker je pač tako in ne ker bi dejansko bil toliko bolj pameten. Stvar je pač v naravi. 
Najvišji tip despotizma vidi Aristotel v reklu: »Gospodar zna ukazati, kar zna hlapec narediti«. Gospodarju v tem najvišjem tipu despotizma sploh ni več treba ukazovati, ker lahko pooblasti nekoga drugega, da vodi državo, medtem ko se sam posveča uživanju (filozofiji, politiki). 
Aparat despotizma naj bi deloval predvsem na mehanizmu identifikacije in ljubezni do gospodarja oziroma despota.
Baron de Montesquieu, ki je razločil tri oblike vladavin, je zapisal, da ta oblika vladavine izhaja absolutno iz arbitrarne (poljubne) oblasti, brez zakona. Kar despot reče ali si izmisli, je zakon, državo pa lahko vodi po svoji volji. Kriterij, ki ga podaja za to vladavino, je tako strah. Despot mora namreč vzdrževati strah nad podložniki, ki se bojijo smrti, če ga ne bodo ubogali. Izobrazba je v despotizmu nepotrebna, če pa že obstaja, je namenjena samo zbijanju duha in morale. Prav tako ljudje ne smejo »znati« razmišljati, kajti lahko pride do tega, da bi ugotovili, da jih despot izkorišča in bi se mu uprli. Despotizem je po njegovem mnenju čista zloraba oblasti.